# Атлас на българската литература
„Атлас на българската литература“ е справочна поредица в 6 тома.
Представлява енциклопедия на българската литература за период от 250 години. В поредицата са включени всички най-значими автори, книги и събития в българската литература. Идеята за издаването на „Атлас на българската литература“ е на професор Симеон Янев и е осъществена от него и негови сътрудници – литературоведи и библиографи.
Поредицата е замислена като документална панорама на новата българска литература от Паисий Хилендарски до 2012 – годината, когато се навършва нейното четвъртхилядолетие. Атласът представя синхронно библиографията, критическата рецепция, новите периодични издания, авторите и събитията в контекста на съответната епоха.

## Издания
1. „Атлас на българската литература (1740–1877)“ – издаден през 2012 година
2. „Атлас на българската литература (1878–1914)“ – издаден през 2004 година
3. „Атлас на българската литература (1915–1944)“ – издаден през 2005 година
4. „Атлас на българската литература (1944–1968)“ – издаден през 2007 година
5. „Атлас на българската литература (1969–1989)“ – издаден в две части през 2008 и 2010 година
6. Последният том трябва да обхване литературата от 1989 до 2012 година.